# قاقم دورنگ راه‌راه صحرا
قاقم دورنگ راه‌راه صحرا (نام علمی: Ictonyx libyca) نام یک گونه از سرده قاقم‌های دورنگ راه‌راه است.